# Burn It Down (Linkin Park)
Burn It Down è un singolo del gruppo musicale statunitense Linkin Park, pubblicato il 16 aprile 2012 come primo estratto dal quinto album in studio Living Things.

## Descrizione
Inizialmente intitolato Buried at Sea, il brano presenta una forte influenza elettronica, ed è cantato sia da Bennington che da Shinoda, che rappa nell'interludio e nel finale. Una prima recensione da parte di Rolling Stone lo descrive infatti come «un botta e risposta di Shinoda e Bennington su beat e ritmi electro». Bennington ha affermato che il brano è il più complesso dell'album da eseguire dal vivo, motivando che le strofe sono le parti più difficili da cantare.

## Antefatti e pubblicazione
Il 28 marzo Mike Shinoda tramite un video ha confermato che il brano sarebbe stato il primo singolo ad essere estratto da Living Things. In un'intervista ad MTV, Chester Bennington ha parlato del brano, esponendo che ciò che ha reso interessante il brano è «la grande energia e le forti melodie elettroniche, per questo l'abbiamo scelta come nostro primo singolo».
Dal 5 aprile 2012 fino all'11 aprile è stato possibile completare una serie di puzzle che avrebbero formato la copertina del singolo attraverso un sito apposito. Inoltre, l'11 aprile il gruppo fece sapere che sarebbero stati disponibili nuovi puzzle, i quali se venivano risolti permettevano l'ascolto di brevi spezzoni di Burn It Down; inoltre la Warner Music Germany ha rivelato che il brano sarebbe stato reso disponibile sull'iTunes locale a partire dal 16 aprile dalle 15:00.
Il 12 aprile l'emittente radiofonica statunitense Sonic 102.9 ha diffuso un'anteprima di trenta secondi del brano mentre il 16 aprile, data di pubblicazione del singolo, il gruppo ha pubblicato il lyric video su YouTube. Il 18 maggio il singolo è stato commercializzato in due formati: CD singolo ed EP, i quali contengono tre brani dal vivo provenienti dal concerto tenutosi all'iTunes Festival di Londra il 4 luglio 2011.
Il brano è stato remixato dal disc jockey polacco Tom Swoon ed inserito nell'album di remix Recharged, pubblicato nel 2013. Un ulteriore remix realizzato dal disc jockey tedesco Paul van Dyk è stato inserito come bonus track digitale di Recharged.

## Video musicale
Il video, le cui riprese si sono svolte il 28 marzo, è stato diretto dal DJ del gruppo Joe Hahn. Un'anteprima del video è stata diffusa il 18 aprile in un video promozionale dei playoff dell'NBA. Tramite MTV, è stato annunciato che il video sarebbe stato pubblicato il 24 maggio.
In quella data, il gruppo ha pubblicato la prima parte del dietro le quinte della realizzazione del videoclip poche ore più tardi è stato trasmesso in anteprima mondiale il video, il quale mostra il gruppo eseguire il brano all'interno di una stanza. Ad essi sono applicati vari effetti digitali, tra i quali il fuoco che avvolge ciascuno di loro. Inoltre verso la fine del video si possono notare molti fermo immagine, in realtà realizzati dal gruppo stando completamente immobile.

## Tracce
Download digitale, CD promozionale (Europa, Regno Unito)
1. Burn It Down – 3:51

CD singolo (Europa), download digitale (Germania), EP (Stati Uniti)
1. Burn It Down – 3:51
2. New Divide (Live) – 4:29
3. In the End (Live) – 3:39
4. What I've Done (Live) – 4:04

CD singolo (Giappone)
1. Burn It Down – 3:51
2. New Divide (Live) – 4:29
3. In the End (Live) – 3:39

## Formazione
Hanno partecipato alle registrazioni, secondo le note di copertina di Living Things:
Gruppo
- Chester Bennington – voce
- Rob Bourdon – batteria, cori
- Brad Delson – tastiera, programmazione, cori
- Phoenix – basso, cori
- Joe Hahn – giradischi, campionatore, cori
- Mike Shinoda – voce, chitarra, pianoforte, tastiera, programmazione

Produzione
- Rick Rubin – produzione
- Mike Shinoda – produzione, ingegneria del suono
- Brad Delson – produzione aggiuntiva
- Ethan Mates – ingegneria del suono
- Andrew Hayes – assistenza tecnica
- Jerry Johnson – tecnico alla batteria in studio
- Ryan DeMarti – coordinazione della produzione dell'album
- Manny Marroquin – missaggio
- Chris Gallandm Del Bowers – assistenza missaggio
- Brian Gardner – mastering

## Classifiche
| Classifica (2012)                | Posizione massima |
| -------------------------------- | ----------------- |
| Australia                        | 41                |
| Austria                          | 10                |
| Belgio (Fiandre)                 | 56                |
| Belgio (Vallonia)                | 20                |
| Brasile                          | 2                 |
| Canada                           | 33                |
| Danimarca                        | 37                |
| Francia                          | 47                |
| Germania                         | 2                 |
| Irlanda                          | 43                |
| Italia                           | 14                |
| Lussemburgo                      | 1                 |
| Nuova Zelanda                    | 13                |
| Paesi Bassi                      | 59                |
| Portogallo                       | 91                |
| Regno Unito                      | 27                |
| Regno Unito (rock & metal)       | 1                 |
| Spagna                           | 43                |
| Stati Uniti                      | 30                |
| Stati Uniti (alternative)        | 1                 |
| Stati Uniti (rock & alternative) | 1                 |
| Svizzera                         | 12                |